# Tonia Maria Zindel
Tonia Maria Zindel (* 15. Juli 1972 in Scuol, Kanton Graubünden) ist eine Schweizer Schauspielerin.

## Leben
Tonia Maria Zindel wuchs in Scuol auf und wollte schon als Schülerin Schauspielerin werden. Ab 1992 besuchte sie die Schauspielakademie Zürich und bekam ihre erste Rolle im Tatort: Gehirnwäsche. Sie ist vor allem bekannt für ihre Rollen als Flavia Caduff in der Schweizer TV-Serie Die Direktorin oder als Maja Lüthi bei Lüthi und Blanc und ihre Gute-Nacht-Geschichten in ihrer Muttersprache Rätoromanisch. Daneben spielt sie auch Theater. 2021 steckte sie bei The Masked Singer Switzerland unter der Maske der Giraffe und wurde als erstes demaskiert.
Zindel ist verheiratet und lebt in Berlin, Zürich und Conters im Prättigau.

## Filmografie (Auswahl)
- 1993: Das verlorene Loch
- 1993: Tatort: Gehirnwäsche
- 1993: Justiz
- 1994–1995: Die Direktorin (Fernsehserie)
- 1995: Fascht e Familie – 2. Staffel,  Folge 1 (Vater werden ist nicht schwer)
- 1998: Ein tödliches Verhältnis
- 1999: Bill Diamond – Geschichte eines Augenblicks
- 1999: Das Mädchen aus der Fremde
- 1999–2006: Lüthi und Blanc (Fernsehserie)
- 2001: SOKO Kitzbühel – Todesmelodie (Fernsehserie)
- 2002: Dolce Vita & Co (Fernsehserie) – Folge: Die Mischpoche
- 2010: Charly’s Comeback
- 2011: Familie macht glücklich
- 2015: Schellen-Ursli
- 2017: Der Bestatter (Fernsehserie) – 5. Staffel, Folge 2
- 2018: Amur senza fin

## Hörspiele
- 2013: Carin Bartosch Edström: Der Klang des Todes – Regie: Sven Stricker (Kriminalhörspiel – DKultur)
- 2013: Ricarda Bethke: Wer geht zuerst – Regie: Steffen Moratz (Hörspiel – DKultur)